# Poses (álbum)
Poses es un álbum de estudio de Rufus Wainwright, lanzado al mercado en 2001. El álbum fue producido, grabado y mezclado por Pierre Marchand, con pistas selectas producidas por Alex Gifford («Shadows»), Ethan Johns («California»), Damian LeGassick («The Tower of Learning») y Greg Wells («Across the Universe») de Propellerheads.
Poses contiene vistosos arreglos de piano que citan una amplia variedad de fuentes musicales, desde el «indie pop hasta Gershwin hasta el trip hop y vuelta a empezar». llevó un año y medio grabar el álbum, la mayoría de él escrita durante la estancia de seis meses de Wainwright en el Hotel Chelsea. Mientras que Poses continúa el envolvente sonido establecido por el álbum debut de Wainwright, las colaboraciones entre Wainwright y varios productores y músicos invitados lo empujaron en diferentes direcciones, resultando en loops de batería, «ritmos rasposos en lugares inesperados», y un sonido «más completo en directo». Usando menos elementos operísticos que en el álbum previo, en un intento de crear una grabación pop más comercial, Poses aporta libertinaje y amor en sentidos menos esotéricos. Entre los invitados en el álbum se incluyen la hermana de Wainwright, Martha Wainwright, el compañero cantautor Teddy Thompson, y la músico de rock Melissa Auf der Maur.
Todas las pistas fueron escritas por Wainwright excepto «Shadows», que fue coescrita por Alex Gifford, y «One Man Guy», una canción escrita e interpretada originalmente por el padre de Wainwright, Loudon Wainwright III. La bonus track «Across the Universe» es una canción de Lennon-McCartney que Wainwright grabó inicialmente para la película de 2001 Yo soy Sam, y posteriormente regrabada con el productor Greg Wells para Poses.
Poses debutó en el número 117 del Billboard 200, y Wainwright alcanzó la primera posición en la lista Top Heatseekers de la revista Billboard. Ganó el premio Excelente álbum musical en los GLAAD Media Awards, y en los Premios Juno de 2002 estuvo nominado al Best Songwriter y se llevó el premio Best Alternative Album. Varios años después de su publicación, Poses fue certificado oro por la Canadian Recording Industry Association e incluido en la lista «100 clásicos modernos» de Mojo y en la lista «100 mejores álbumes gays» de la revista Out.

## Desarrollo
La meta de Wainwright era hacer una grabación pop para «demostrar que [él] puede levantarse de detrás del piano y que [él] es en realidad muy compatible con otra gente de [su] edad por ahí». Hizo equipo con el productor Pierre Marchand, un amigo de la familia que trabajaba habitualmente con la madre y la tía de Wainwright (Kate and Anna McGarrigle), y que también le había ayudado a grabar varias maquetas antes de firmar con DreamWorks. Los músicos Melissa Auf der Maur y Teddy Thompson también aparecieron en el álbum, así como la hermana de Wainwright, Martha Wainwright. Varias pistas fueron producidas por Greg Wells, Alex Gifford, Ethan Johns y Damian LeGassick. Le llevó un año y medio grabar el álbum — la mitad del tiempo que le llevó grabar su primer álbum.
Según Wainwright, Poses creció temáticamente de su título, que fue inspirada por su residencia en el infame Hotel Chelsea de Nueva York. Refiriéndose a su estancia allí, recordó: «Fui a todas aquellas fiestas y conocí a toda aquella gente y me encontré con que, básicamente, es como una gran puerta giratoria. Pensé que si podía mirarla como una serie de poses y extraer de ello lo que necesitaba para mis canciones, entonces sobreviviría.» Describiendo su proceso de escritura, Wainwright declaró que típicamente aparece con una línea melódica y empieza a cantarla fonéticamente, de la cual suelen aparecer las palabras. Para promocionar el álbum antes de su publicación, Wainwright se embarcó en una gira a través de los Estados Unidos y Canadá.

## Canciones y temas
La corrupción es un tema primario en todo el álbum, derivando desde las luchas de Wainwright con la adicción y la búsqueda de fama. «Cigarettes and Chocolate Milk» es la que mejor refleja este motivo, aportando directamente decadencia y deseo («Todo lo que parece que me gusta es un poco más dulce/Un poco más graso, un poco perjudicial para mí»). La canción ha sido denominada una «oda a las adicciones sutiles y la manera en que nuestras compulsiones dirigen nuestras vidas». El videoclip para «Cigarettes and Chocolate Milk», dirigido por Giles Dunning y publicado por DreamWorks en 2001, presenta a Wainwright interpretando la canción en un piano dentro de un almacén y escenas de él caminando por Nueva York.
Afirmando que los álbumes pop de éxito evocan un estilo de vida particular que otra gente ha experimentado, Ben Ratliff de Rolling Stone expone que Poses hace justo eso, manifestando al «joven, narcisista cumplidor homosexual en Nueva York». «Pero», aclara Ratliff, «el Chico de Chelsea es solo una versión magnificada de prácticamente cada chico nuevo en una gran ciudad que tiene un trabajo y un apartamento y se preocupa por los planes del fin de semana: El Chico de Chelsea solo tiene ropa más fina, estándares de belleza más altos y una mejor tradición de humor mordaz para consolarse.»
«Oda al amor gay», «Greek Song» toca la belleza, pasión y aventura mientras incorpora instrumentos de cuerda asiáticos. La melodía fue sacada del «dúo de la cereza» en la ópera L'amico Fritz de Pietro Mascagni.
Joe Tangari de Pitchfork Media elogió la pista homónima, alegando que «es una de las mejores canciones de Wainwright, con una dolorosa melodía y un piano de fondo». la canción es semi-autobiográfica, reflejando las luchas de Wainwright con la adicción y el deseo de fama («Me esforcé por ser alguien/Ahora estoy bebido y con chanclas en la Quinta Avenida»).
Recubierta con gruesas capas de armonías vocales, «Shadows» fue coescrita y producida por Alex Gifford de Propellerheads. Ben Ratliff de Rolling Stone dijo que lo siguiente de la pista: «["Shadows"] mantiene un seco toque de batería funk, una gota de acordes de piano, algunas líneas bajas de clarinetes y, finalmente, un enjambre de múltiples voces seráficas; es una de las muchas canciones del álbum que construye momentos de perfección cinemática, en la que tus escalofríos son exactamente los que Wainwright pretendía.» Los ritmos programados en «The Tower of Learning» fueron contribuidos por el compositor contemporáneo Damien LeGassick.
El vídeo musical para «California», también dirigido por Giles Dunning, presenta a Wainwright interpretando la canción al estilo karaoke mientras lee la letra de un monitor que proyecta un vídeo en blanco y negro de Rufus y Martha vestidos con ropa de los 40. El vídeo también presenta a Wainwright y su banda interpretando la canción fuera del personaje.
«The Tower of Learning», escrita originalmente para la película de 2001 Moulin Rouge de Baz Luhrmann, fue resucitada cuando Wainwright vio «a ese tío cuyos ojos eran muy bonitos, y de repente todo el concepto de caer en los ojos de alguien y cuán electrizante puede ser» lo inspiraron. «Grey Gardens» es un tributo al documental del mismo nombre y La muerte en Venecia de Thomas Mann, escrita como si Tadzio (un personaje de la novela) estuviera en la mansión Beales y Wainwright fuese Little Edie.
«Rebel Prince», descrita una vez como orgullosamente homoerótica, cuenta la historia de un residente de hotel esperando a que venga su príncipe para rescatarlo antes de que «[libre su] sucia mente de toda su preciosidad». Escrita desde la perspectiva de una compañía alabando a su reina, «The Consort» suena a «polvoriento minueto construido desde el clavicémbalo de la época Isabelina». «One Man Guy», escrita originalmente por el padre de Wainwright (el cantante de música tradicional Loudon Wainwright III), presenta las voces del amigo Teddy Thompson y la hermana de Wainwright, Martha Wainwright. Tangari denominó la versión como «fiel y entrañable», admitiendo que la interpretación de Wainwright «demuestra que tiene al menos un toque de las raíces tradicionales de su padre en sí mismo».
Wainwright dijo lo siguiente de «Evil Angel»:

"Evil Angel" es una canción interesante. En realidad tiene que ver con un periodista que, oh... yo estaba en Francia en aquella época y bastante débil... y este tío básicamente me sedujo en Estrasburgo... me dio una vuelta por la ciudad y fue muy romántico, y nos liamos en medio de esta plaza... y luego me fui e hice el show y nunca más volví a oír nada de él. Y simplemente me sentí increíblemente utilizado. Pienso mucho que tiene que ver, una vez que te metes en estos asuntos, tienes que convertirte en algún tipo de máquina. Tienes que ser cruel a veces y ser capaz de abrirte paso a través de ciertas situaciones. No quiero convertirme totalmente en esa persona, pero es bueno que piense sobre ello.

La simple «In a Graveyard» ha sido descrita como un «reflejo con alma de temas moribundos que momentáneamente deja los oboes y las cuerdas en la puerta para un corazón-con-corazón directo al oyente». El vídeo musical para «Across the Universe», utilizado originalmente para promocionar Yo soy Sam, fue dirigido por Lens Wiseman y publicado a través de V2 Records. La pista Lennon—McCartney apareció en la banda sonora de la película, pero fue regrabada para convertirse en una pista adicional para la reedición de Poses.

## Recepción crítica
Sobre todo, la recepción del álbum fue positiva, Zac Johnson de Allmusic denominó el álbum como «espectacular», «rebosante de los jóvenes deseos románticos marca de la casa Wainwright». Describió Poses con más detalle como «hermosamente discordante y sónicamente escalofriante», pero un álbum que «suele insinuar cálidas sonrisas con guiños traviesos». En su reseña para Pitchford Media, Joe Tangari caracterizó Poses como un «álbum épico que habla con magníficos gestos y refinada elocuencia poco común en jóvenes compositores». Además, Tangari elogió la habilidad de Wainwright para expresarse y sugirió que su voz había mejorado, convirtiéndose menos en un gusto adquirido. Lisa Gidley de Blender afirmó que el álbum cimentó a Wainwright como el «iconoclasta más sardónico», y que los trillados temas de obsesión al choque cultural son «espetados de forma fresca». El contribuidor de RTÉ, Tom Grealis, expuso que Poses está «infuso con un encanto e ingenio inusuales, magnificados por el fino toque lírico y las melodías vocales de Wainwright», y que «Papá debe de estar orgulloso».
Algunos fueron más críticos con el álbum. Refiriéndose a los numerosos productores y artistas invitados que colaboraron con Wainwright en el álbum, Johnson afirmó que «la sensación de "grupo" [del álbum] sufre solo ligeramente por ser menos íntimo» que el álbum debut de Wainwright. John Aizlewood de The Guardian elogió Poses por ser más brillante y más enfocado que Rufus Wainwright, pero describió la pista de título como «monótona» y «Shadows» como «sentimentaloide». Sal Cinquemani de Slant describió a Wainwright como «gloriosamente pomposo», en parte debido a los «pretenciosos» versos franceses y las trompas «a todo volumen» repartidos por el álbum.
A continuación, una tabla de las posiciones en listas de «fin de año» 2001 por varias publicaciones:
| Publicación           | País        | Lista                         | Posición |
| --------------------- | ----------- | ----------------------------- | -------- |
| Aftonbladet           | Suecia      | Top 100 álbumes del 2001      | 97       |
| NME                   | Reino Unido | Álbumes del año 2001          | 8        |
| Q                     | Reino Unido | Mejores álbumes de Q del 2001 | 37       |
| VH1                   | EE. UU.     | Mejores del año               | 10       |
| Washington City Paper | EE. UU.     | Top 20 de 2001                | 13       |

## Recepción comercial
Pese a que las ventas del álbum fueron limitadas, con Poses debutando en el número 117 de la Billboard 200, Wainwright alcanzó la primera posición en la lista Top Heatseekers de Billboard. El álbum fracasó al entrar en las listas de otros países. En 2004, Poses alcanzó el número 103 en la Billboard 200.
Wainwright fue nominado al Artista en solitario del año en la categoría musical de los premios Hombres del año 2001 de la revista GQ. Por su aclamación crítica y éxito dentro de la comunidad gay, Poses fue galardonado Outstanding Music Album en los GLAAD Media Awards de 2002, una ceremonia de premios patrocinada por la Alianza Gay y Lésbica contra la difamación (GLAAD). En los Premios Juno de 2002, Wainwright estuvo nominado al Mejor compositor por «Poses», «Cigarettes and Chocolate Milk» y «Grey Gardens», y Poses ganó el premio al Mejor álbum alternativo. La lista «100 clásicos modernos» de la revista Mojo, publicada en 2006, contenía el álbum en el número 95. En septiembre de 2007, Poses fue certificado oro por la Canadian Recording Industry Association. En 2008, la revista Out calificó Poses como el número 50 y el tercer álbum de estudio de Wainwright, Want One, número 80 en su lista «100 mejores álbumes gays».
| Lista (2001)                     | Mejor posición |
| -------------------------------- | -------------- |
| U.S. Billboard 200               | 117            |
| U.S. Billboard's Top Heatseekers | 1              |
| Lista (2004)                     | Mejor posición |
| U.S. Billboard 200               | 103            |

| País   | Certificación |
| ------ | ------------- |
| Canadá | Oro           |

## Lista de canciones
1. "Cigarettes and Chocolate Milk" – 4:44
2. "Greek Song" – 3:56
3. "Poses" – 5:02
4. "Shadows" (Alex Gifford, Wainwright) – 5:35
5. "California" – 3:23
6. "The Tower of Learning" – 4:47
7. "Grey Gardens" – 3:08
8. "Rebel Prince" – 3:44
9. "The Consort" – 4:25
10. "One Man Guy" (Loudon Wainwright III) – 3:31
11. "Evil Angel" – 4:43
12. "In a Graveyard" – 2:22
13. "Cigarettes and Chocolate Milk" (reprise) – 3:59

## Créditos
|  | - Rufus Wainwright – voz (1–13), piano (1,3–9,12–13), arreglos de cuerdas (1–3,11,13), dobro (2,5), guitarra acústica (5,11), teclado (7), guitarra (8) - Stephanie Allard – violín (1,3,11,13) - Carla Antoun – violonchelo (1,3,11,13) - Gregg Arreguini – guitarra (8–9) - Melissa Auf der Maur – bajo (11), coros (11) - Genevieve Beaudry – violín (1,3,11,13) - Melanie Belair – violín (1,3,11,13) - Jeffrey Bunnell – trompeta (9) - Brigid Button – violín (6) - Sarah Button – violín (6) - Butch Norton – batería (5), percusión (5) - Richard Causon – chamberlin (5), Wurlitzer (5), Hammond B3 (5), coros (5) - Michael Vincent Chaves – guitarra (8–9) - Bernadette Colomine – coros (2) - Yves Desrosiers – banyo (1,13), guitarra (1–2,11,13), slide (2), mandolina (2) - Julie Dupras – viola (1,3,11,13) - Laura Fairhurst – violonchelo (6) - Dennis Farias – trompeta (9) - Normand Forget – oboe (1,3,11,13) - Alex Gifford – bajo (4), guitarra (4), piano (4), flauta alto (4), clarinete bajo (4) - Christine Giguere – violonchelo (1,3,11,13) - Greg Hay – viola (1,3,11,13) - Jeff Hill – bajo (1,3,5,11,13), coros (5) - Wilma Hos – viola (1,3,11,13) - Kevin Hupp – batería (2–3,11) | - Victor Indrizzo – batería adicional (8) - Ethan Johns – guitarras eléctricas (5), batería (7), guitarra (7) - Jim Keltner – batería (1,9,13) - Jean-Marc LeBlanc – violín (1,3,11,13) - Damian LeGassick – teclado (6), programación de batería (6), guitarra (6), arreglos de cuerda (6) - Jon Lewis – primera trompeta (9) - Pierre Marchand – arreglos de cuerda (1–3,11,13), bajo (2,7–9), piano (2) - Ally McErlaine – guitarra (6) - Jean Paquin – trompa (1–2,11,13) - Veronique Potuin – viola (1,3,11,13) - Ian Rathbone – viola (6) - Julianna Raye – coros (5) - Daniel Savant – primer violín (9) - Pierre Savoie – trompa (1–2,11,13) - Steve Sidelnyk – programación de batería (6) - Hilary Skewes – violonchelo (6) - Ash Sood – batería (8) - Anjana Srinivasan – violín (2,3) - Benmont Tench – órgano Hammond B3 (7) - Pete Thomas – batería (4), percusión (4) - Teddy Thompson – coros (5,10), guitarra (10) - Martha Wainwright – coros (3,5,8,10–11) - Rebecca Ware – viola (6) - Greg Wells – batería (13), bajo (13), teclado adicional (13) - Pete Wilson – bajo eléctrico (6) |